# Општина Халмеу (Сату Маре)
Халмеу (рум. Halmeu) општина је у Румунији у округу Сату Маре.
Oпштина се налази на надморској висини од 123 m.